# The Cutter
The Cutter — збірка пісень англійської групи Echo & the Bunnymen, яка була випущена у 1993 році.

## Композиції
1. The Cutter — 3:56
2. Bombers Bay — 4:23
3. Paint it Black — 3:13
4. All You Need is Love — 6:43
5. Ashes to Ashes — 2:46
6. All My Life — 4:09
7. A Promise — 3:40
8. Read It in Books — 2:32
9. Crocodiles — 2:37
10. Crystal Days — 2:26
11. Ocean Rain — 5:10
12. My Kingdom — 4:04

## Учасники запису
- Іен Маккаллох — вокал
- Уїлл Сарджент — гітара
- Стівен Бреннан — бас гітара
- Горді Гоуді — гітара
- Кері Джеймс — клавішні
- Ніколас Килрой — ударні